# Municipio de Nilwood
El municipio de Nilwood (en inglés: Nilwood Township) es un municipio ubicado en el condado de Macoupin en el estado estadounidense de Illinois. En el año 2010 tenía una población de 637 habitantes y una densidad poblacional de 6,74 personas por km².

## Geografía
El municipio de Nilwood se encuentra ubicado en las coordenadas 39°23′30″N 89°45′22″O / 39.39167, -89.75611. Según la Oficina del Censo de los Estados Unidos, el municipio tiene una superficie total de 94.46 km², de la cual 94,46 km² corresponden a tierra firme y (0 %) 0 km² es agua.

## Demografía
Según el censo de 2010, había 637 personas residiendo en el municipio de Nilwood. La densidad de población era de 6,74 hab./km². De los 637 habitantes, el municipio de Nilwood estaba compuesto por el 95,6 % blancos, el 1,41 % eran afroamericanos, el 0,47 % eran amerindios, el 0,31 % eran asiáticos, el 0,16 % eran isleños del Pacífico y el 2,04 % eran de una mezcla de razas. Del total de la población el 0,47 % eran hispanos o latinos de cualquier raza.